# Менса, Кофи
Кофи Менса (англ. Kofi Mensah; родился 8 марта 1978 года, Кофоридуа) — ганский футболист, завершивший игровую карьеру. Выступал на позиции защитника за нидерландские клубы «Аякс», НАК Бреда, АДО Ден Хааг, «Омниворлд», и кипрский «Анортосис».

## Клубная карьера
Кофи Менса является воспитанником футбольной школы амстердамского «Аякса». Дебют Кофи за основную команду «Аякса» состоялся 22 декабря 1996 года в матче против ПСВ, который завершился поражением «Аякса» со счётом 2:0, это был единственный матч Менса за «Аякс» в чемпионате Нидерландов сезона 1996/97. В следующем сезоне Кофи также практически не выходил в основном составе, в сезоне 1997/98 Менса сыграл всего в 5 матчах. В сезоне 1998/99 Кофи сыграл в 15 матчах, но так и не стал игроком основного состава.
В 1999 году Кофи был отдан в аренду клубу НАК из города Бреда, который выступал во втором нидерландском дивизионе. После окончания аренды Менса окончательно перешёл в НАК, который вернулся в элиту футбола Нидерландов. В НАКе Кофи так и не стал игроком основного состава, за три года Менса сыграл всего 38 матчей. Свою последнюю игру за НАК, Кофи провёл 29 мая 2003 года в матче против «Розендала», который завершился победой НАКа со счётом 2:1, Менса провёл на поле всего 4 минуты.
После окончания сезона 2002/03 Кофи перешёл в клуб АДО Ден Хаг. Дебют Менса состоялся 12 сентября 2003 год в матче против «Волендама», Кофи вышел на замену и сыграл 13 минут, а его клуб сыграл вничью 1:1. Всего в сезоне 2003/04 Менса сыграл за «АДО Ден Хаг» 14 матчей. После окончания контракта Менса перешёл в кипрский «Анортосис». В «Анортосисе» Кофи сыграл всего 6 матче и после того как Кофи не получил зарплату за два месяца, то решил покинуть клуб. В 2005 году Менса был на просмотре в клубах «Эммен» и «Хелмонд Спорте», но так и не подписал контракт. В октябре 2005 года Кофи смог договориться о подписании контракта с клубом «Камбюр», но из-за финансовых проблем в клубе контракт не был подписан. В феврале 2006 года Кофи смог подписать контракт с «Омниворлдом», но в том же году Менса покинул клуб.
После окончания профессиональной игровой карьеры Кофи выступал за команду ветеранов «Аякса»